# بذر ستاره
بذر ستاره" (カクセイ Kakusei) نخستین تک‌آهنگ ژاپنی از گروه دخترانهٔ لونا است. این ترانهٔ، در کنار ترانهٔ «هولا هوپ» در لبهٔ دیگر، در ۱۵ سپتامب ۲۰۲۱ از طریق بلاک‌بری کرییتیو، مرکوری توکیو و یونیورسال میوزیک ژاپن منتشر شد.

## پیش‌زمینه
در ژوئن ۲۰۲۱، بلاک‌بری کرییتیو با یونیورسال میوزیک ژاپن برای ترویج فعالیت‌های گروه لونا در ژاپن وارد همکاری شد. یک صفحهٔ رسمی ژاپنی نیز برای گروه ایجاد شد. در همان ماه، این شرکت اعلام کرد که این گروه نخستین اثر رسمی ژاپنی خود را در ماه سپتامبر ارائه خواهد کرد. در ۲۷ اوت، اعلام شد که لونا تک‌آهنگ دوتایی «هولا هوپ/بذر ستاره» را در ۱۵ سپتامبر منتشر خواهد کرد و سی‌دی فیزیکی آن نیز در ۲۰ اکتبر منتشر خواهد کرد. این ترانه توسط سومی یوشیدا (Suu) از سایلنت سایرن نوشته شده و تنظیم آن توسط نایوکی کوبو انجام شده‌است.

## فهرست قطعات
- سی‌دی، دانلود دیجیتال و پخش جاری[۷]

1. «هولا هوپ» – ۳:۱۹
2. «بذر ستاره» (カクセイ) – ۳:۰۱
3. «پی‌تی‌تی (شهر را نقاشی کن)» (نسخهٔ ژاپنی) – ۳:۲۲
4. «هولا هوپ» (نسخهٔ پاپ شهری) – ۳:۱۴

- دی‌وی‌دی (محدود A)[۸]

1. «بذر ستاره» (موزیک ویدئو)
2. «هولا هوپ» (ساخت)

- دی‌وی‌دی (محدود B)[۹]

1. «کانال لونا جلد ۱»

## جدول‌های موسیقی
| جدول (۲۰۲۱)    | بهترین جایگاه |
| -------------- | ------------- |
| ژاپن (اوریکون) | ۶             |

## تاریخچه انتشار
| منطقه   | تاریخ           | فرمت                    | ناشر                                               |
| ------- | --------------- | ----------------------- | -------------------------------------------------- |
| گوناگون | ۱۵ سپتامبر ۲۰۲۱ | دانلود دیجیتال پخش جاری | بلاک‌بری کرییتیو مرکوری توکیو یونیورسال میوزیک ژاپن |
| ژاپن    | ۲۰ اکتبر ۲۰۲۱   | سی‌دی                    | بلاک‌بری کرییتیو مرکوری توکیو یونیورسال میوزیک ژاپن |